# Дневникъ оуставъ Паньства Королевства Галиціи и Великого Княжества Краковского
Дневникъ оуставъ Паньства Королевства Галиціи и Великого Княжества Краковского — львівський урядовий часопис, що виходив упродовж 1861 року.

## Основні дані
Вийшли числа: 1861 — Отд. часть 1-4 (У фонді Львівської національної наукової бібліотеки ім. В. Стефаника збереглася частина 4, яка вийшла друком 10 грудня 1861 року)
Формат: 27,5 × 20 см.

## Попередники та наступники
Попередниками та наступниками були урядові часописи таких років:
- 1849—1853 — Всеобщій дневникъ земскихъ законовъ и Правительства длѧ коронной области Галиціи и Володимеріи съ Кнѧжествами Освѣцимскимъ и Заторскимъ и съ Великимъ Кнѧжествомъ Краковскимъ
- 1853—1854 — Вѣстник краєвого Правительства длѧ коронной области Галиціи и Володомеріи съ Кнѧжествами Освѣцимскимъ и Заторскимъ и съ Великимъ Княѧжествомъ Краковскимъ;
- 1854—1857 — Вѣстник краєвого Правительства длѧ оуправительствєнной области Намѣстничества во Львовѣ;
- 1858—1859 — Вѣстникъ рѧду краєвого длѧ области адмїнїстрацїйнои Намѣстництва въ Львовѣ;
- 1860 — Роспорѧженѧ краєвыхъ оурѧдовъ длѧ Королевства Галиціи и длѧ Буковины;
- 1861, 1863—1865 — Роспорѧженѧ краєвыхъ оурѧдовъ длѧ Королевства Галиціи и Великого Кнѧжества Краковского;
- 1866—1918 — Вѣстник законовъ и распорѧженій краєвыхъ для Королевства Галиціи и Володимиріи разомъ съ Великимъ Княжествомъ Краковскимъ